# Caladrius

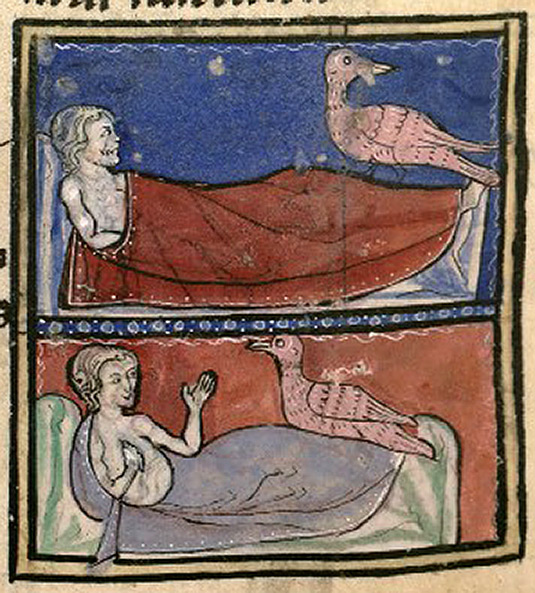
El caladrius vuelve la cabeza si el enfermo está destinado a morir. Ilustración del.

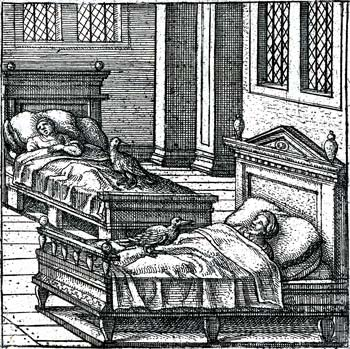
Un ejemplo de las profecías del caladrius de la edición 1588 del Physiologus.

De acuerdo con la mitología romana, el caladrius (también caladrio o caradrio) es un ave blanca como la nieve que vive en las casas de los reyes. Supuestamente, el pájaro se niega a mirar a cualquier paciente que no va a tener una recuperación completa. El caladrius existía en la mitología griega bajo el nombre de dhalion.
Se dice que también es capaz de tener la enfermedad misma y luego volar, dispersando la enfermedad y curándose a sí misma y a la persona enferma.
Se dice que es análoga a Jesús, cuya crucifixión ha sacado "la enfermedad" (pecado, ver analogía bíblica pecado-enfermedad) y, a través de su "vuelo" de la tumba, salvó a los pecadores.

## Origen
Existen muchas teorías en cuanto en donde el mito del caladrius se inició. Una de ellas sería que no es más que el producto de una imaginación demasiado activa, o que fue creado exclusivamente como una analogía.
Otra es que el caladrius se basa en un pájaro de verdad. De acuerdo con las descripciones de su ser completamente blanco sin negro, es posible que se base en la paloma, o posiblemente en algún tipo de ave acuática como la garza real. Louis Réau considera que lo más probable es que sea un chorlito blanco.

## Bestiarios medievales
Las interpretaciones medievales de los bestiarios se centraban en el potencial diagnóstico de esta ave mítica: si mira a la cara de un enfermo, éste vivirá; si mira hacia otro lado, morirá. Esto es compatible con la idea de que la mirada del caladrio atrae la enfermedad hacia sí; entonces se dice que el ave vuela hacia el sol, donde la enfermedad es quemada y destruida.
En la moralización cristiana, el caladrio representa a Cristo, que es blanco puro, sin rastro de la negrura del pecado. El ave muestra cómo Cristo se aleja de los pecadores impenitentes y los desecha; pero a aquellos a los que vuelve la cara, los sana de nuevo. A veces esta moraleja se usa específicamente contra los judíos para describir cómo, porque los judíos no creían, Cristo volvió su rostro de ellos hacia los gentiles, quitándoles y llevándoles sus pecados a la cruz.

## Heráldica
El caladrius a veces aparece en heráldicas, por ejemplo, como la cresta de Keith William James.